# Hato Arriba (San Sebastián)
Hato Arriba es un barrio ubicado en el municipio de San Sebastián en el estado libre asociado de Puerto Rico. En el Censo de 2010 tenía una población de 1980 habitantes y una densidad poblacional de 258,36 personas por km².

## Geografía
Hato Arriba se encuentra ubicado en las coordenadas 18°21′29″N 67°1′52″O / 18.35806, -67.03111. Según la Oficina del Censo de los Estados Unidos, Hato Arriba tiene una superficie total de 7.66 km², que corresponden a tierra firme.

## Demografía
Según el censo de 2010, había 1980 personas residiendo en Hato Arriba. La densidad de población era de 258,36 hab./km². De los 1980 habitantes, Hato Arriba estaba compuesto por el 89.6% blancos, el 2.42% eran afroamericanos, el 0.25% eran amerindios, el 5.15% eran de otras razas y el 2.58% pertenecían a dos o más razas. Del total de la población el 99.24% eran hispanos o latinos de cualquier raza.